# Emanuel Marcus Rood

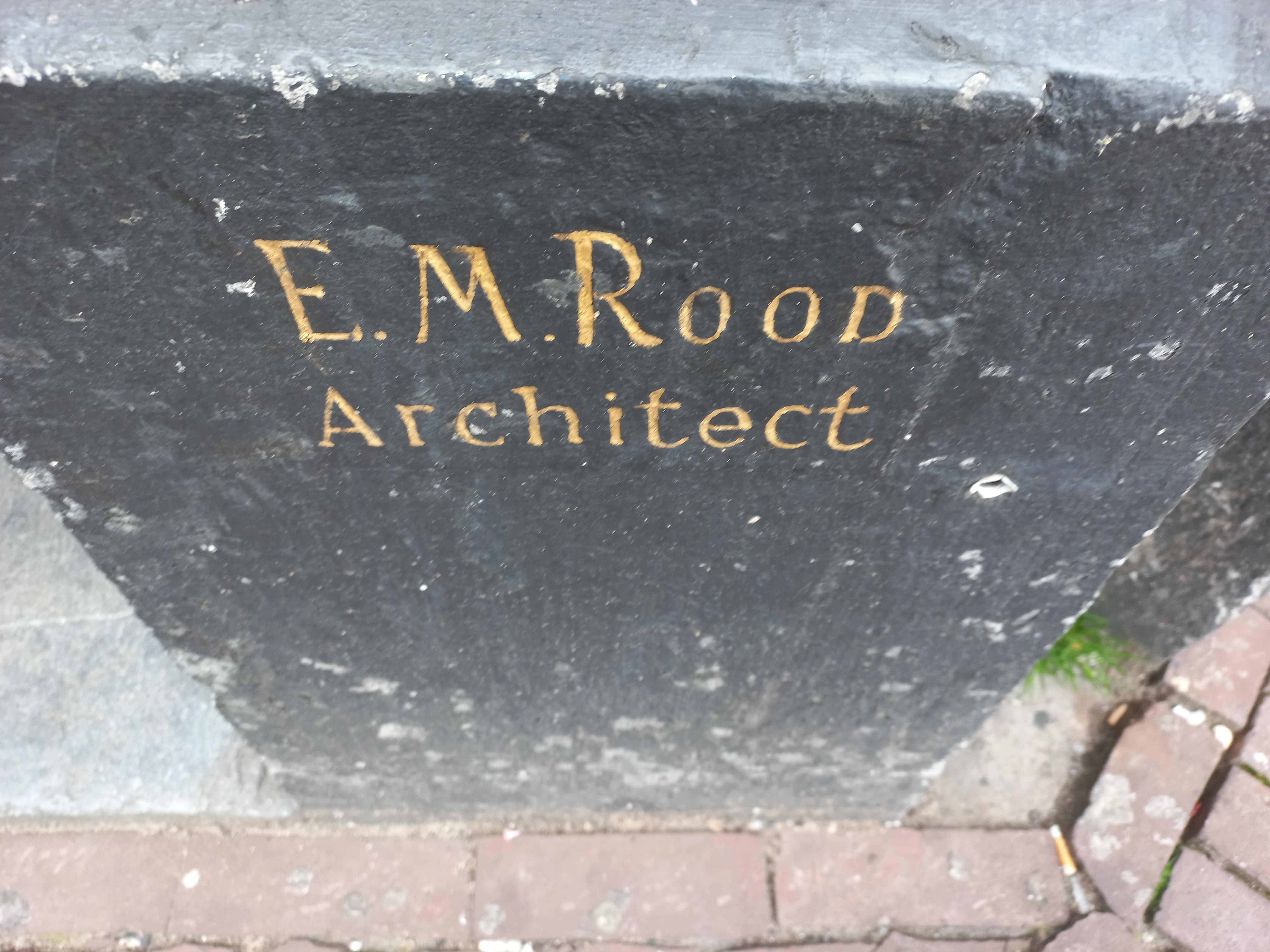
Naamsteen in Haarlemmerstraat 2, Amsterdam

Emanuel Marcus Rood (Maarssen, 1 april 1851 - Den Haag, 16 januari 1929) was een Nederlandse architect.

## Leven en werk
Rood werd in 1851 in Maarssen geboren als zoon van de koopman Marcus Moses Rood en van Hester Emanuel Coster. Na in Den Haag gewerkt te hebben als aannemer, vestigde Rood zich als aannemer-architect in Amsterdam. Hij heeft een scala aan bouwwerken ontworpen waaronder enkele synagogen. Als orthodoxe jood lag hij goed bij het orthodoxe Amsterdamse opperrabbinaat en bij de NIHS (Nederlands-Israelitische Hoofdsynagoge). Hij ontwierp onder meer de synagoge in de Gerard Doustraat in de Amsterdamse Pijp, het gebouw van de Centraal Israelitische Ziekenverpleging (samen met Harry Elte), een aantal Amsterdamse 'chewre-sjoels' (verenigingssynagogen) en de nieuw herbouwde synagoge van Monnickendam. Daarnaast ontwierp hij woonhuizen en bedrijfspanden, waaronder de koffiebranderij van Alex Meijer & Co op de hoek van de Koningsstraat en de Kromboomssloot in Amsterdam, inmiddels erkend als gemeentelijk monument. Op het gebied van de gezondheidszorg ontwierp hij met zijn collega H. Elte het gebouw van de Centraal Israëlitische Ziekenverpleging aan de Jacob Obrechtstraat  in Amsterdam. In Apeldoorn ontwierp hij het Paviljoen Hannah (paviljoen D) van Het Apeldoornsche Bosch, dat erkend is als rijksmonument. Voor deze instelling ontwierp hij met zijn collega F.W.M. Poggenbeek nog een drietal gebouwen, die erkend zijn als rijksmonument.
Rood trouwde op 19 januari 1876 te Den Haag met Aaltje van der Velde. Hun zoon Isaac Emanuel werd net als zijn vader architect. Zijn broer Moses Marcus Rood  was beeldhouwer. Hij overleed op 16 januari 1929 op 77-jarige leeftijd in Den Haag. Hij werd begraven op 17 januari 1929 te Muiderberg.